# 阿德尔伯特·沃尔德伦
阿德尔伯特·沃尔德伦（英語：Adelbert F. Waldron III，1933年3月14日—1995年10月18日），曾服役於美國陸軍第九步兵師，擔任狙擊手，官階為上士（Staff Sergeant），並於越戰期間在越南創下8個月擊殺109人的紀錄，為美國軍方「官方統計」越戰中單人擊殺人數之冠。他一共擊斃93人，檯面下的說法是還要另外加上300人；當年部隊中相信他未被確認的擊斃人數超過400之數大有人在。
即使將於第一次世界大戰時期服役的艾文·約克士官算進去，阿德尔伯特仍穩坐美國地面部隊狙擊手第一把交椅。然而比起官方擊殺數排名第三，在美國軍械迷中頗負盛名的卡羅斯，阿德尔伯特的知名度相對不高；附帶一提，擊殺數排名第二的查克也相當低調，回國後擔任林管處公務員,直至退休後在同袍回憶錄中被提及，始為人所知。查克直至2006年仍有開班授徒，對學員進行狙擊指導。1969年，阿德尔伯特在越南戰場上分別因為兩次任務而獲頒美國陸軍傑出服務十字勳章。
1995年過世，享年62歲，身後安葬於加州河濱國家公墓（Riverside National Cemetery）。